# Ryo Nagamatsu
Ryo Nagamatsu (永 松 亮 Nagamatsu Ryo; 1982) es un compositor japonés que principalmente trabaja en música de videojuegos. 
En abril de 2006, Nagamatsu se unió a Nintendo y debutó como compositor tras la creación de algunos temas musicales para el videojuego Wii Play.
Además, es conocido por su implicación en las bandas sonoras de varios títulos pertenecientes a las franquicias de Mario y Splatoon, así como por haber sido el responsable único del apartado musical de The Legend of Zelda: A Link Between Worlds,Tri Force Heroes y Link's Awakening.
El 30 de abril de 2023, Nagamatsu formalizó su salida de Nintendo tras 17 años en la compañía con el propósito de trabajar de manera autónoma.
El 6 de junio de 2023, el compositor anunció la creación de RHMusic como la empresa a través de la cual operaría, principalmente, en la industria musical.

## Trabajos

### Videojuegos
| Año  | Título                                      | Ocupación                                                |
| ---- | ------------------------------------------- | -------------------------------------------------------- |
| 2006 | Wii Play                                    | Música junto con Shinobu Nagata                          |
| 2007 | Big Brain Academy: Wii Degree               | Música                                                   |
| 2008 | Mario Kart Wii                              | Música junto con Asuka Hayazaki e interpretación musical |
| 2009 | Wii Sports Resort                           | Música                                                   |
| 2009 | New Super Mario Bros. Wii                   | Música junto con Kenta Nagata y Shiho Fujii              |
| 2010 | Super Mario Galaxy 2                        | Música junto con Mahito Yokota y Kōji Kondō              |
| 2012 | Nintendo Land                               | Música e interpretación musical                          |
| 2013 | The Legend of Zelda: A Link Between Worlds  | Música e interpretación musical                          |
| 2014 | Mario Kart 8                                | Música junto con varios más e interpretación musical     |
| 2014 | Super Smash Bros. para Nintendo 3DS y Wii U | Arreglos junto con varios más                            |
| 2015 | The Legend of Zelda: Tri Force Heroes       | Música e interpretación musical                          |
| 2016 | Mario Party: Star Rush                      | Doblaje junto con varios más                             |
| 2017 | Tank Troopers                               | Música y efectos de sonido                               |
| 2017 | Splatoon 2                                  | Música junto con Tōru Minegishi y Shiho Fujii            |
| 2018 | Super Mario Party                           | Doblaje junto con varios más                             |
| 2018 | Super Smash Bros. Ultimate                  | Arreglos junto con varios más                            |
| 2019 | The Legend of Zelda: Link's Awakening       | Música                                                   |
| 2020 | Mario Kart Live: Home Circuit               | Música                                                   |
| 2021 | Mario Party Superstars                      | Doblaje junto con varios más                             |
| 2022 | Splatoon 3                                  | Música junto con varios más                              |
| 2024 | The Strongest TOFU                          | Música                                                   |
| 2025 | TRIBE NINE                                  | Música junto con Masafumi Takada                         |

### Otros proyectos
| Año  | Título                                              | Ocupación                                              |
| ---- | --------------------------------------------------- | ------------------------------------------------------ |
| 2008 | Touch! Generations SOUND TRACK                      | Arreglos e interpretación en vivo junto con varios más |
| 2016 | The Legend of Zelda 30th Anniversary Concert        | Arreglos orquestales junto con varios más              |
| 2018 | Splatoon 2: Octo Expansion                          | Música junto con Tōru Minegishi                        |
| 2023 | Mario Kart 8 Deluxe – Pase de pistas extras         | Música junto con varios más                            |
| 2024 | Pase de expansión de Splatoon 3 – La cara del orden | Música junto con varios más                            |
| 2024 | Figure Friend! AmiAmi                               | Música y letra                                         |